# Тарасюк Борис Іванович
Бори́с Іва́нович Тарасю́к (нар. 1 січня 1949, смт Дзержинськ (нині — Романів), Житомирська область, Україна) — український дипломат і політичний діяч. Постійний представник України при Раді Європи (2019—2025).
Двічі Міністр закордонних справ України (1998—2000, 2005—2007). Спів-Президент Парламентської асамблеї «Східного партнерства» (Co-President of PA EuroNEST) — 2005—2011, 2018—2019.
Народний депутат України 4-го, 5-го, 6-го, 7-го, 8-го скликань, заступник голови Комітету в закордонних справах ВРУ (з 2014 року).
Голова Народного руху України (2003—2012).
Ідеолог європейської та євроатлантичної інтеграції України. Засновник і директор Інституту євро-атлантичного співробітництва (2001) та голова Громадської ради першого національного ілюстрованого часопису міжнародного життя «ЄвроАтлантика» (2003).
У 2000 році під тиском Кремля, ФСБ та МЗС РФ звільнений з посади Міністра закордонних справ України
У 2005 році вдруге очолив МЗС України в результаті перемоги Помаранчевої революції як один із лідерів Комітету національного спротиву (листопад 2004 — січень 2005).

## Фахова біографія
Освіта вища, закінчив Київський університет ім. Шевченка, факультет міжнародних відносин і міжнародного права (1975), юрист-міжнародник.
У 1975—1981 роках — аташе, 3-й секретар, 2-й секретар, 1-й секретар МЗС УРСР.
У 1981—1986 роках — 2-й секретар, 1-й секретар Постійного Представництва України при ООН.
У 1986—1987 роках — 1-й секретар відділу міжнародних організацій МЗС УРСР.
Згодом — один із фундаторів зовнішньополітичного курсу суверенізованої УРСР (1990) та незалежної Української держави.
У 1989 році — співавтор міжнародного розділу (за співавторства професора В. Василенка) Програми Народного руху України.
У 1991—1992 роках — керівник секретаріату Міністра закордонних справ України — начальник відділу політичного аналізу і координування МЗС України.
З березня 1992 — заступник Міністра закордонних справ України, голова Національного комітету України з питань роззброєння (червень 1992 — квітень 1995), голова Державної міжвідомчої комісії з питань вступу України до Ради Європи (1993—1995).
З грудня 1994 до вересня 1995 — перший заступник Міністра закордонних справ України.
З вересня 1995 до квітня 1998 — Надзвичайний і Повноважний Посол України в Королівстві Бельгія, Королівстві Нідерланди і Великому Герцогстві Люксембург, Посол по зв'язках з НАТО і ЗЄС (листопад 1995 — квітень 1998); глава Місії України при НАТО (жовтень 1997 — квітень 1998).
З 17 квітня 1998 року — Міністр закордонних справ України. Звільнений з посади 29 вересня 2000 року президентом Кучмою, як вважають експерти, — за наполяганням президента Росії і надмірно «прозахідний» курс.
Залишивши дипломатичну службу, активно зайнявся громадською діяльністю. У 2001 році став співзасновником і директором Інституту євро-атлантичного співробітництва (ІЄАС).
Навесні 2003 року з групою однодумців заснував перший національний недержавний ілюстрований часопис міжнародного життя «ЄвроАтлантика» Інституту євро-атлантичного співробітництва.
У 2005 році вдруге призначений Міністром закордонних справ України. 1 грудня 2006 року був звільнений Верховною Радою України (247 голосів), проте надалі продовжував свою роботу на посаді згідно з Указом Президента України. 30 січня 2007 року Президент України прийняв відставку Бориса Тарасюка.
Після приходу Януковича на пост прем'єр-міністра України, який до того ж мав парламентську більшість продовжилось протистояння парламенту та президента, який мав квоти на призначення міністра закордонних справ та міністра оборони. Янукович взяв за мету вимусити міністра піти у відставку, використовуючи будь-який привід, як наприклад протокольні непорозуміння під час візиту до України генерального секретаря Ради Європи, а також візиту Януковича до Сполучених Штатів з делегацією представників «Партії регіонів», а не України. Таким чином Верховна Рада проголосувала за відставку Тарасюка, рішення якої він оскаржив і яке було призупинено, у відповідь Радою були відправлені представники до Кабміну, які блокували доступ міністра до його засідань. Пізніше під час візиту міністра до Чехії Янукович подав позов до Генеральної прокуратури та мінфін відмовилось фінансувати МЗС, внаслідок чого була заблокована діяльність закордонних представництв та не виплачені взноси в міжнародні організації, зірвалася купівля будинку для посольства України в Белграді, Сербія. Таким чином були скасовані візити міністра в Бельгію, Швейцарію та Алжир. Зважаючи на все це, а також інші публічні звинувачення та закиди, що шкодили іміджу України у світі, Борис Тарасюк подав у відставку.
Під час Помаранчевої революції (2004) очолював міжнародний напрямок діяльності Комітету національного порятунку, як і під час Революції Гідності (2013—2014).
Спів-Президент Парламентської асамблеї «Східного партнерства» (Євронест /EuroNESt).
Постійний представник України при Раді Європи (з 24 грудня 2019 року).

### Робота у Верховній Раді
У 2002 році був обраний народним депутатом за виборчим списком блоку «Наша Україна» (№ 9 в списку). Очолив новостворений Комітет з питань європейської інтеграції.
У травні 2003 року обраний головою Народного Руху України, у 2006 році переобраний народним депутатом — знову за списком «Нашої України», № 3 в списку, за квотою НРУ. Знову очолив Комітет з питань європейської інтеграції.
Народний депутат України 6-го скликання з листопада 2007 до грудня 2012, обраний за списками Блоку «Наша Україна — Народна самооборона». Втретє очолив Комітет з питань європейської інтеграції.
З грудня 2012 року — народний депутат України VII скликання від партії Всеукраїнське об'єднання «Батьківщина» (№ 9 у списку). Заступник голови фракції.
Голова підкомітету з питань співробітництва з НАТО та Міжпарламентською конференцією з питань Спільної політики безпеки і оборони Європейського Союзу.
15 червня 2013, після об'єднання частини Народного руху України і Всеукраїнського об'єднання «Батьківщина», був обраний одним із заступників лідера «Батьківщини».
У Верховній Раді VIII скликання Борис Тарасюк працює заступником Голови Комітету у закордонних справах ВРУ та головою підкомітету з питань законодавчого забезпечення і контролю за діяльністю дипломатичної служби. Керує групою з міжпарламентських зв'язків з Туреччиною, а також входить до складу груп, відповідальних за зв'язки з Нідерландами, Грузією, Молдовою, Литвою.
22 липня 2016 року подав у відставку з посади Голови депутатської групи ВРУ з міжпарламентських зв'язків з Польщею через свою незгоду з антиукраїнськими рішеннями польського парламенту
. У листопаді 2017 року вийшов з депутатської групи ВРУ з міжпарламентських зв'язків з Угорщиною. Входить також до складу міжфракційних об'єднань «Україна в НАТО» та «Рівні можливості».

### Інше
- Засновник і директор Інституту євро-атлантичного співробітництва (з 2001).
- Голова громадської ради часопису «ЄвроАтлантика» (з 2003).
- Член Наглядової ради Національного університету «Києво-Могилянська Академія» (з 1997).
- Викладач (на громадських засадах) Українського інституту підвищення кваліфікації працівників телебачення, радіомовлення і преси — «Укртелерадіопресінституту» (з 2010).

### Робота в міжнародних інституціях
З 1993 року — член Українсько-американського консультативного комітету, член Ради директорів Інституту досліджень «Схід — Захід» (Нью-Йорк);
Співголова Києво-Могилянської Фундації Америки (Co-Chairman of Kyiv Mohyla Foundation of America);
Член Міжнародної почесної ради Європейської академії дипломатії (Member of the International Honorary Council at the European Academy of Diplomacy (Poland));
Член Консультативної ради Фонду Іман (Member of the Advisory Board of the Iman Foundation (London));
Член Робочої групи зі співробітництва у Великій Європі (Member of the Task Force on Cooperation in Greater Europe);
Учасник Європейської лідерської мережі (Participant of the European Leadership Network);
Спів-Президент Парламентської асамблеї «Східного партнерства» (Co-President of PA EuroNEST).

## Звання і нагороди
- Дипломатичний ранг — Надзвичайний і Повноважний Посол України (1992)[19].
- Орден князя Ярослава Мудрого V ст. (21 серпня 2015) — за значний особистий внесок у державне будівництво, консолідацію українського суспільства, соціально-економічний, науково-технічний, культурно-освітній розвиток України, активну громадську діяльність, вагомі трудові здобутки та високий професіоналізм[20]
- Повний кавалер ордена «За заслуги»: III ступеня (серпень 1996)[21], II ступеня (січень 1999)[22], І ступеня (грудень 2005)[23], Почесною відзнакою Міністерства України з питань надзвичайних ситуацій та у справах захисту населення від наслідків ЧАЕС (травень 1998), орденом «За інтелектуальну відвагу» (2001), кавалер Великого Хреста Ордену «За заслуги перед Польщею» (2007). Має вищі державні нагороди Аргентини, Бельгії, Бразилії, Литви, Франції, Швеції.
- Звання почесного доктора Київського міжнародного університету, Львівського національного університету імені Івана Франка та Рівненського міжнародного економічно-гуманітарного університету.

Володіє російською, англійською, французькою мовами.
Захоплення: настільний теніс (чемпіон турніру всього іноземного дипкорпусу в США), більярд, дереворити й інша художня обробка дарів природи.